# Kraków-Balice Johannes Paul II Lufthavn
Kraków-Balice Johannes Paul II Lufthavn (IATA: KRK, ICAO: EPKK), er en international lufthavn beliggende ved landsbyen Balice, 11 km vest for centrum af Kraków i det sydlige Polen. Lufthavnen er blev i 1995 opkaldt efter den polsk-fødte Pave Johannes Paul 2., der tilbragte mange år i Kraków. Stedet har tidligere heddet Kraków-Balice Airport.
Lufthavnen blev i 1964 taget i brug for civil lufttrafik. Samme år blev byggeriet af en ny lufthavnsterminal påbegyndt. Efter knap 5 år byggeri blev terminalen sat i drift 10. december 1968. I 1988 blev det besluttet af bygge en ny terminal til erstatning for den gamle. Den nye blev indviet for offentlig brug i 1993.
I 2012 ekspederede Kraków Lufthavn 3.4 millioner passagerer og 38.000 flybevægelser, hvilket gør den til landets anden travleste efter Warszawa Chopin Lufthavn. 